# Ефект Каденасі
Ефект Каденасі — це ефект хвиль тиску в газах. Він названий на честь Мішеля Каденасі, який у 1933 році отримав французький патент на двигун, що використовує цей ефект. Є також європейські та американські патенти. Простіше кажучи, імпульс вихлопного газу, який залишає циліндр двигуна внутрішнього згоряння, створює перепад тиску в циліндрі, який сприяє надходженню свіжого повітря або паливно-повітряної суміші в циліндр. Ефект можна максимізувати шляхом ретельного проектування вхідних і випускних каналів.

## Інтернет-ресурси
- Reference to European patent
- Reference to US patents
- Pulse-jets website